# إرنست بدر
إرنست بدر (بالألمانية: Ernst Bader) (و. 1914 – 1999 م) هو ملحن، وشاعر غنائي، وكاتب أغاني، وممثل أفلام ألماني، ولد في شتتين، كان عضوًا في الحزب الديمقراطي الاجتماعي الألماني، توفي في نوردرشتيت، عن عمر يناهز 85 عاماً.

## وصلات خارجية
- إرنست بدر على موقع IMDb (الإنجليزية)
- إرنست بدر على موقع ميوزك برينز (الإنجليزية)
- إرنست بدر على موقع ديسكوغز (الإنجليزية)
- إرنست بدر على موقع كينوبويسك (الروسية)

- إرنست بدر في قاعدة بيانات الأفلام على الإنترنت